# Osaonica
Osaonica (szerbül: Осаоница), település Szerbiában, a Raškai körzet Novi Pazar községében.

## Népesség
- 1948-ban 571 lakosa volt.
- 1953-ban 571 lakosa volt.
- 1961-ben 575 lakosa volt.
- 1971-ben 568 lakosa volt.
- 1981-ben 458 lakosa volt.
- 1991-ben 348 lakosa volt.
- 2002-ben 284 lakosa volt, akik mindannyian szerbek.